# Geoffrey Nice
Sir Geoffrey Nice KC (21 ottobre 1945) è un avvocato e giudice inglese.
Nelle elezioni generali del Regno Unito del 1983 e del 1987 fu il candidato, senza successo, del Partito Socialdemocratico per Dover . Ha preso parte al Tribunale penale internazionale per l'ex Jugoslavia ed è stato procuratore capo nel processo a Slobodan Milošević del 2002, per i crimini dell'ex-jugoslavia.
Tra il 2009 e il 2012 è stato vicepresidente del "Bar Standards Board", l'organismo che regolamenta gli avvocati negli stati di Inghilterra e Galles.
Nel 2017, Nice ha pubblicato un libro, "Giustizia per tutti e come ottenerla". Nel 2019 è stato presidente del China Tribunal, un tribunale popolare indipendente, istituito per indagare sul prelievo forzato di organi dai prigionieri di coscienza, e in particolare dai praticanti del Falun Gong in Cina. 
Nel 2021 è stato presidente del Tribunale Uiguro, il quale ha esaminato le prove relative alle continue violazioni dei diritti umani contro il popolo uiguro da parte del governo cinese .
Nel 2005 Nice ha ricevuto la laurea honoris causa in giurisprudenza (Dottorato onorario in Legge) dall'Università del Kent a Canterbury e nel 2021 ha ricevuto la laurea honoris causa in giurisprudenza dall'Università di Buckingham .

## Biografia

### Primi anni
La casa della famiglia di Nice era a Catford, in Inghilterra,  dove frequentò lo St Dunstan's College e in seguito il Keble College di Oxford. Divenne avvocato nel 1971 e fu nominato Queen's Counsel nel 1990. Dal 1984 al 2014 è stato giudice part-time presso l'Old Bailey, tribunale londinese . Nice è stato nominato Cavaliere, alta onorificenza britannica, nel 2007. Nel 2009 è stato nominato vicepresidente del Bar Standards Board . Nel 2012 è stato nominato professore di diritto al Gresham College, una posizione che era stata precedentemente occupata dalla baronessa Deech .

### Carriera politica
Nelle elezioni generali del Regno Unito del 1983 e del 1987, fu il candidato senza successo del Partito Social Democratico per Dover . 
Nice ha collaborato con il Tribunale penale internazionale per l'ex Jugoslavia (ICTY). Fu il procuratore capo al processo del 2002 a Slobodan Milošević all'Aia e avviò la prima causa intentata dall'accusa per aver collegato le atrocità commesse nell'ex Jugoslavia a Milosevic. Il suo contratto in quel caso è terminato nel 2006.  Ha seguito i casi del croato-bosniaco Dario Kordić presso l'ICTY e ha portato a termine con successo l'incriminazione di Goran Jelisić . Nice è stata attivo presso la Corte penale internazionale (CPI) e nel lavoro pro bono per i gruppi di vittime. La sua pratica comprende e si specializza su i diritti umani/diritto pubblico e lesioni personali .
Nel febbraio 2009 rappresentò Omar al-Bashir e tentò, senza successo, di bloccare i casi della CPI contro Bashir; la CPI emise un mandato di arresto per al-Bashir il mese successivo per accuse di crimini di guerra e crimini contro l'umanità . 
Nell'agosto 2010, la giornalista Judith Armatta ha pubblicato un libro intitolato Twilight of Impunity: The War Crimes Trial of Slobodan Milosevic . Nel dicembre 2010, Nice ha recensito questo libro sulla London Review of Books . Nella sua recensione, Nice ha criticato il TPIY per le sue decisioni durante il processo a Milosevic. Nice ha sostenuto che il procuratore del TPIY, Carla Del Ponte, aveva raggiunto un compromesso con Milosevic, il che ha portato al fallimento della Bosnia-Erzegovina nel loro caso di genocidio contro la Serbia nel febbraio 2007.

### Carriera giudiziaria
Nice è stato il presidente del Tribunale cinese, istituito in modo indipendente dalla Coalizione internazionale per porre fine all'abuso dei trapianti in Cina (ETAC). Il tribunale si è concentrato sulla questione del prelievo forzato di organi dai prigionieri di coscienza in Cina e ha emesso la sua sentenza definitiva nel gennaio 2020.
l Tribunale cinese ha tenuto 5 giorni di udienze pubbliche nel dicembre 2018 e nell'aprile 2019, in cui hanno deposto oltre 50 testimoni di fatto, esperti e investigatori.
Il 17 giugno 2019, il Tribunale cinese ha pronunciato la sua “sentenza finale” sul prelievo di organi in Cina, concludendo che il Partito comunista cinese era, al di là di ogni ragionevole dubbio, colpevole di aver commesso crimini contro l'umanità contro le popolazioni musulmane uigure e Falun Gong della Cina, e che l'espianto di cuori e altri organi da vittime viventi costituiva una delle peggiori atrocità di massa di questo secolo.
La sentenza del Tribunale cinese ha dichiarato che: “Nella pratica a lungo termine del prelievo forzato di organi nella RPC, sono stati proprio i praticanti del Falun Gong a essere utilizzati come fonte - probabilmente la fonte principale - di organi per il prelievo forzato" aggiungendo che non c'è alcuna prova che la pratica sia stata fermata.
Il Congresso mondiale uiguro ha chiesto a Nice di guidare il Tribunale uiguro del 2021 per esaminare le prove relative alle continue violazioni dei diritti umani contro il popolo uiguro da parte del governo cinese .
Nel 2021, dopo che paesi come Stati Uniti, Unione Europea e Regno Unito hanno imposto sanzioni ai funzionari cinesi, la Repubblica Popolare Cinese ha emesso sanzioni contro Nizza, vietandogli di entrare nel territorio controllato dal Paese o di fare affari con cittadini cinesi. Un portavoce del Ministero degli Esteri cinese ha affermato in una dichiarazione che queste sanzioni sono state emesse a causa della discussione di Nizza sulla persecuzione degli uiguri in Cina, che la dichiarazione ha definito come "bugie e disinformazione".
Nel 2015, Nice ha presieduto un dibattito al Gresham College sul conflitto tra Gaza e Israele per discutere la possibilità che vengano commessi crimini di guerra.

## La Fondazione Geoffrey Nice
La Fondazione Geoffrey Nice è stata fondata da Nice nel 2014. Il suo obiettivo è promuovere un approccio multidisciplinare allo studio e all'insegnamento della giustizia penale internazionale.
L'approccio utilizzato dalla fondazione utilizza metodi presi dal diritto, dalla storia, dalla sociologia, dalle scienze politiche e dalle relazioni internazionali per affrontare le problematiche legate alla violenza politica e alle atrocità di massa.